# Râul Socu
Râul Socu este un curs de apă, afluent al râului Gilort.